# Ambala

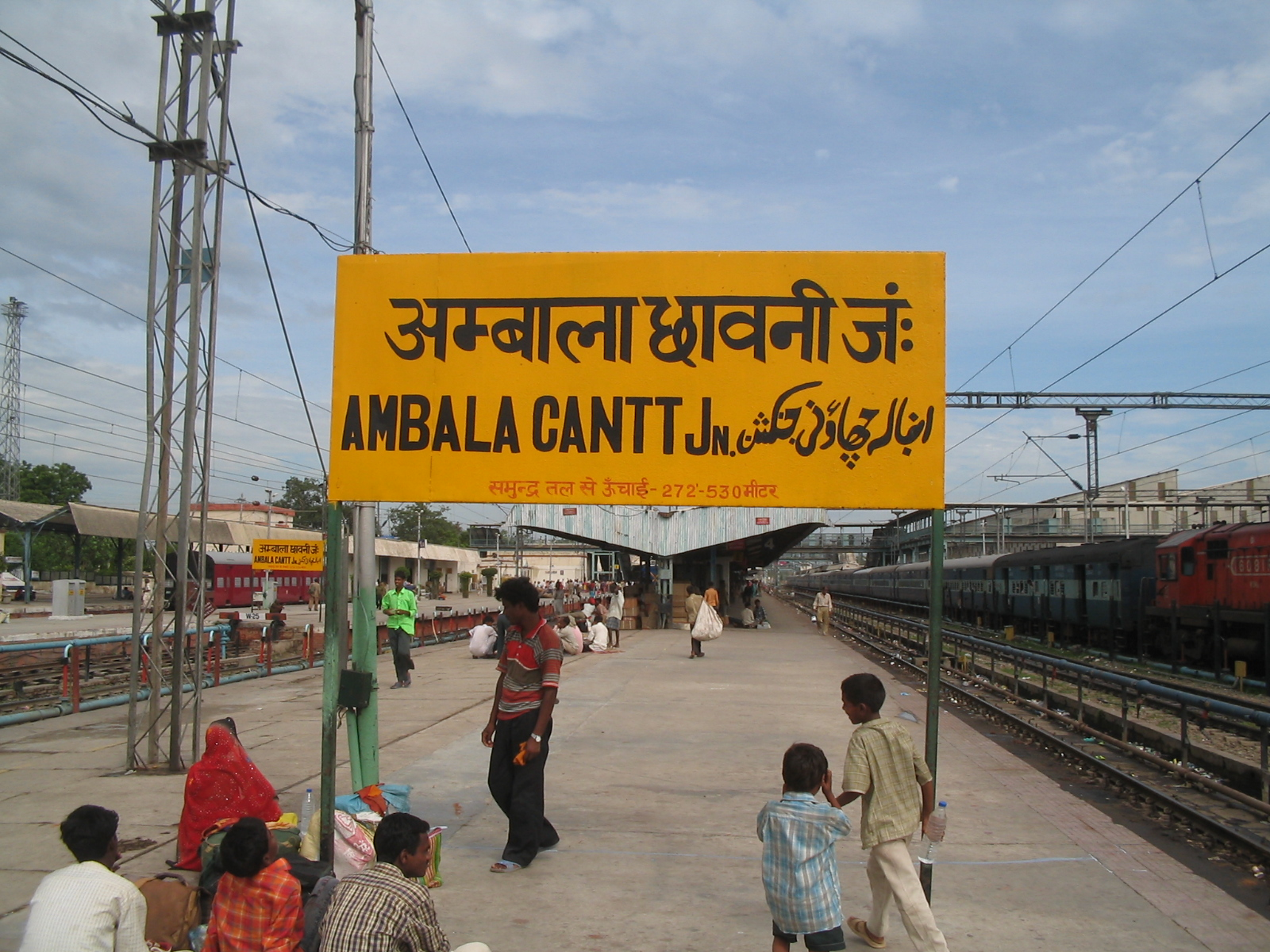
Estação ferroviária de Ambala.

Ambala é uma cidade da Índia localizada no distrito de Ambala, estado de Haryana. Sua população é de 139.222 habitantes.

## Geografia
Latitude: 30° 22' 42 N
Longitude: 76° 46' 51 E
Altitude:263m acima do nível do mar

## História
Diz-se que o distrito de Ambala foi fundado por Amba Rajput durante o século XIV. Em 1709, a Batalha de Ambala foi travada e os Sikhs capturaram Ambala dos mughals.